# شهرستان رامهرمز
شهرستان رامهرمز یکی از شهرستان‌های استان خوزستان می‌باشد، که در جنوب غربی ایران قرار دارد. مرکز این شهرستان، شهر رامهرمز است. میدان نفتی مارون؛ سومین میدان بزرگ نفتی ایران، در محدوده این شهرستان قرار دارد.

## مشخصات جغرافیایی
شهرستان رامهرمز در شرق استان خوزستان واقع شده است؛ و از شمال و شمال غربی با شهرستان هفتکل، از شمال شرقی با شهرستان باغ‌ملک، از شرق به شهرستان بهمئی استان کهگیلویه و بویراحمد، از غرب با شهرستان اهواز، از جنوب غربی با شهرستان رامشیر و از جنوب با شهرستان امیدیه همسایه است.

## آب و هوا
آب و هوای شهرستان رامهرمز گرم است؛ به گونه‌ای که در تابستان تا ۵۳ درجه سانتی‌گراد و در زمستان تا ۱۰ درجه سانتی‌گراد حرارت دارد.

## مردم
مردم رامهرمز به گویشها و زبانهای گوناگون ازجمله گویش رامهرمزی، لری بهمئی، لری بختیاری، لری بویراحمدی و عربی سخن می‌گویند.مردم رامهرمز از اقوام گوناگون ازجمله فارسی‌زبانان، لرها و عرب‌ها هستند.

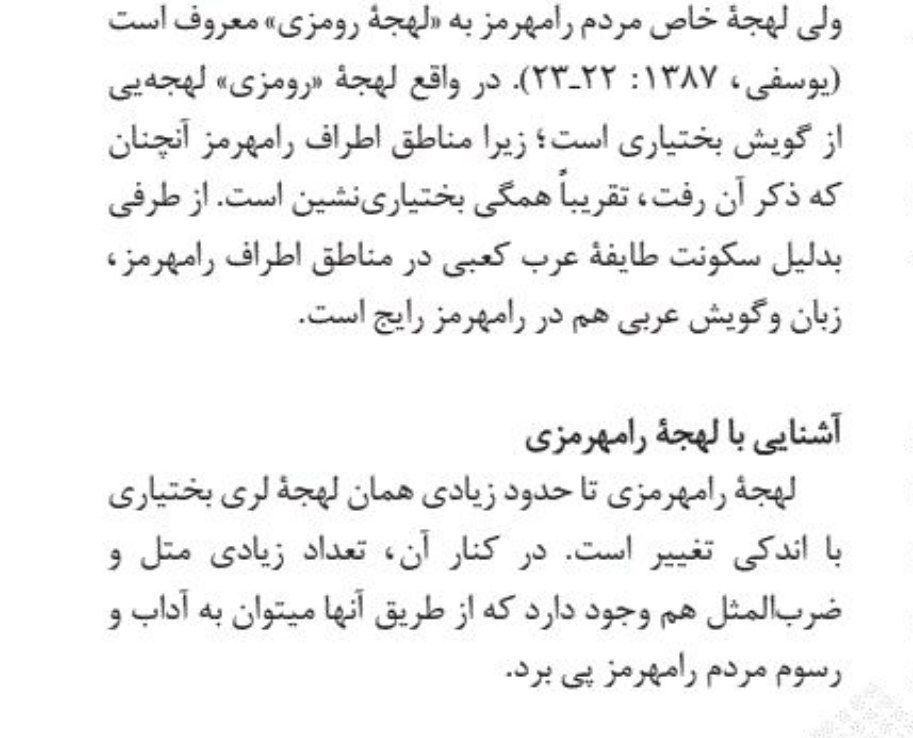
مردم‌شناسی رامهرمز از کتاب گویش مردم رامهرمز

رامهرمز علاوه بر راه ارتباطی، منطقه حائل فرهنگی بین کوهستان و دشت‌های پست خوزستان هست. از گذشته‌های دور تا سال‌های اخیر، محل کوچ و سپس اسکان ایل‌های مختلف لر زبان به‌خصوص لرهای بختیاری بوده است. در بخش شمال غربی تا جنوب غربی این پهنه، تعداد کمی از کوچیدگان عرب‌زبان در اطراف رامهرمز پراکنده‌اند که در ماه‌های سرد از علوفه‌های این منطقه گرمسیری جهت دام‌های خود بهره می‌گیرند.

## تقسیمات کشوری
شهرستان رامهرمز دارای ۴ بخش، ۸ دهستان و ۴ شهر به شرح زیر است:

### شهرستان رامهرمز
| بخش       | مرکز بخش     | جمعیت بخش ۱۳۹۵ | نام دهستان | مرکز دهستان    | جمعیت دهستان ۱۳۹۵ | شهر          | جمعیت شهر ۱۳۹۵ |
| --------- | ------------ | -------------- | ---------- | -------------- | ----------------- | ------------ | -------------- |
| مرکزی     | رامهرمز      | ۹۵٬۵۸۲ نفر     | حومه شرقی  | باصدی حاج‌بارون | ۱۲٬۷۰۶ نفر        | رامهرمز      | ۷۴٬۲۸۵ نفر     |
| مرکزی     | رامهرمز      | ۹۵٬۵۸۲ نفر     | حومه غربی  | مربچه          | ۸٬۵۹۱ نفر         | رامهرمز      | ۷۴٬۲۸۵ نفر     |
| سلطان‌آباد | سلطان‌آباد    | ۸٬۰۱۴ نفر      | رستم‌آباد   | رستم‌آباد       | ۳٬۶۱۰ نفر         | سلطان‌آباد    | ۸۸۱ نفر        |
| سلطان‌آباد | سلطان‌آباد    | ۸٬۰۱۴ نفر      | سلطان‌آباد  | سلطان‌آباد      | ۳٬۵۲۳ نفر         | سلطان‌آباد    | ۸۸۱ نفر        |
| ابوالفارس | باوج         | ۵٬۶۱۰ نفر      | سه تلون    | سه تلون        | ۳٬۱۰۷ نفر         | باوج         | ۴۸۷ نفر        |
| ابوالفارس | باوج         | ۵٬۶۱۰ نفر      | ابوالفارس  | باوج           | ۲٬۰۱۶ نفر         | باوج         | ۴۸۷ نفر        |
| رودزرد    | رودزرد ماشین | ۴٬۴۹۵ نفر      | ماماتین    | گنبدلران       | ۱٬۵۹۷ نفر         | رودزرد ماشین | ۲٬۲۵۲ نفر      |
| رودزرد    | رودزرد ماشین | ۴٬۴۹۵ نفر      | جره        | رودزرد ماشین   | ۶۴۶ نفر           | رودزرد ماشین | ۲٬۲۵۲ نفر      |

## جمعیت
براساس سرشماری عمومی نفوس و مسکن در سال ۱۳۹۵، جمعیت شهرستان رامهرمز برابر با ۱۱۳٬۷۷۶ نفر بوده است.